# Rio di San Biagio (Venise)
Pour les articles homonymes, voir San Biagio.

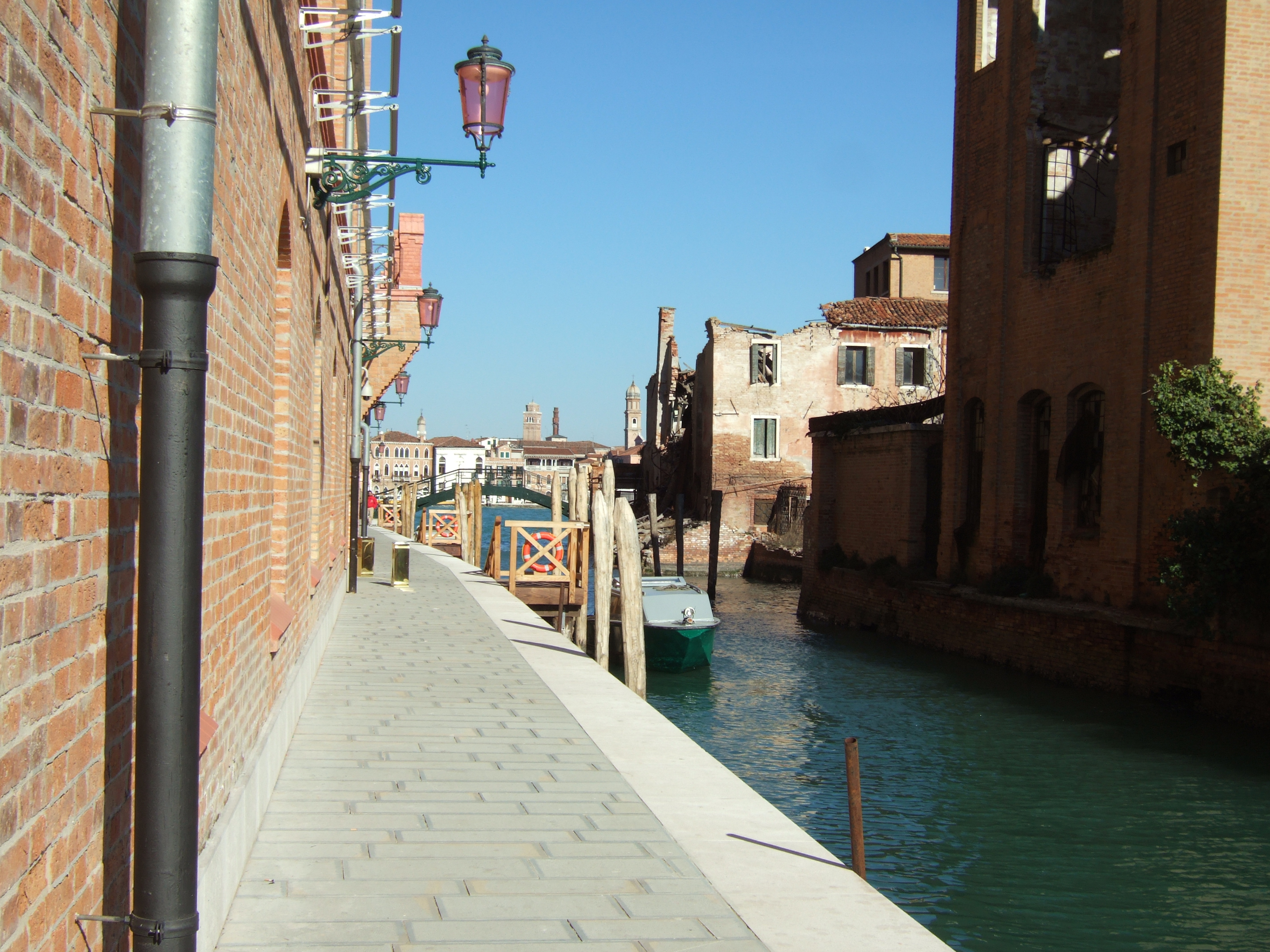
Le rio

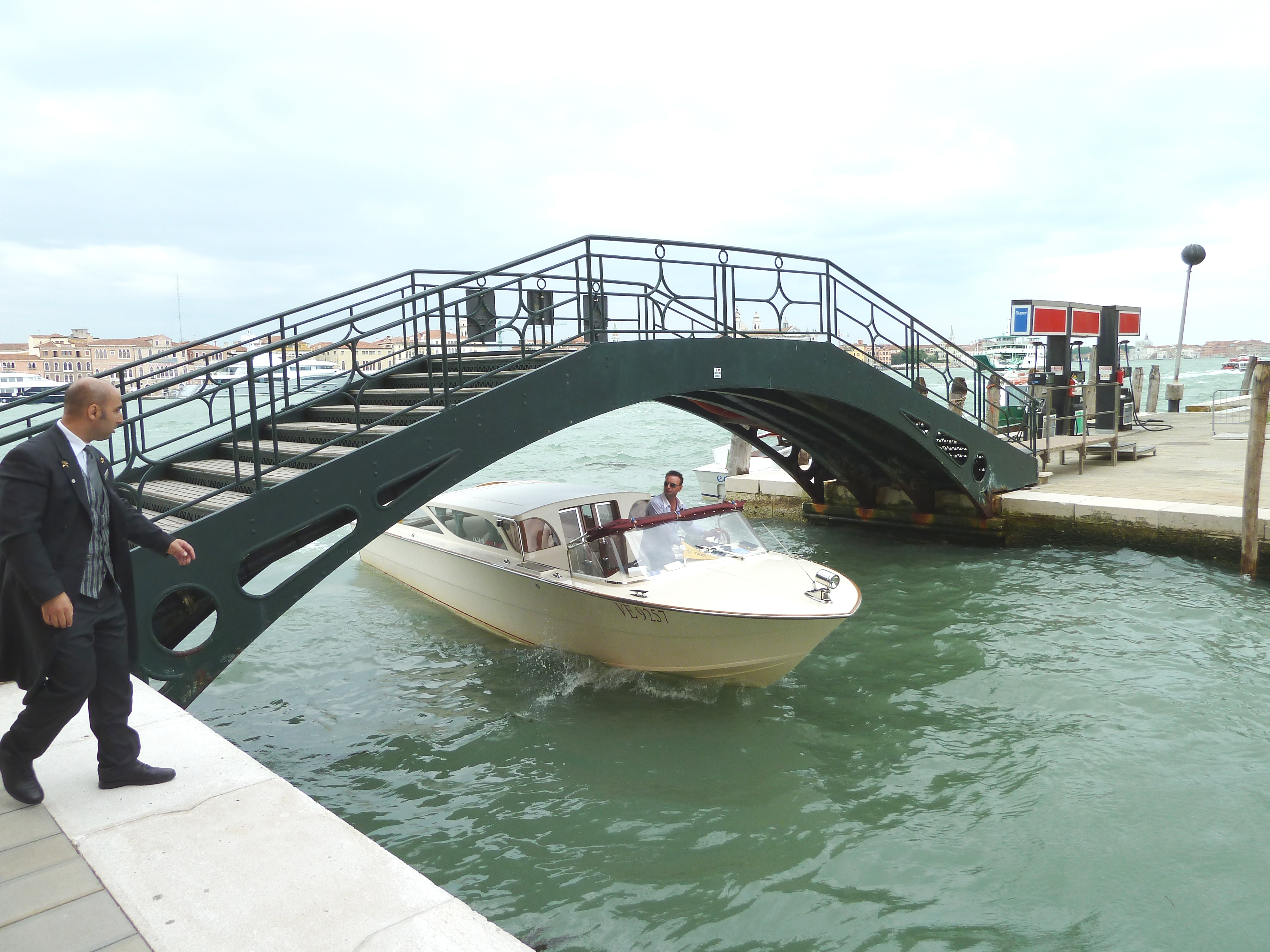
ponte S.Biagio

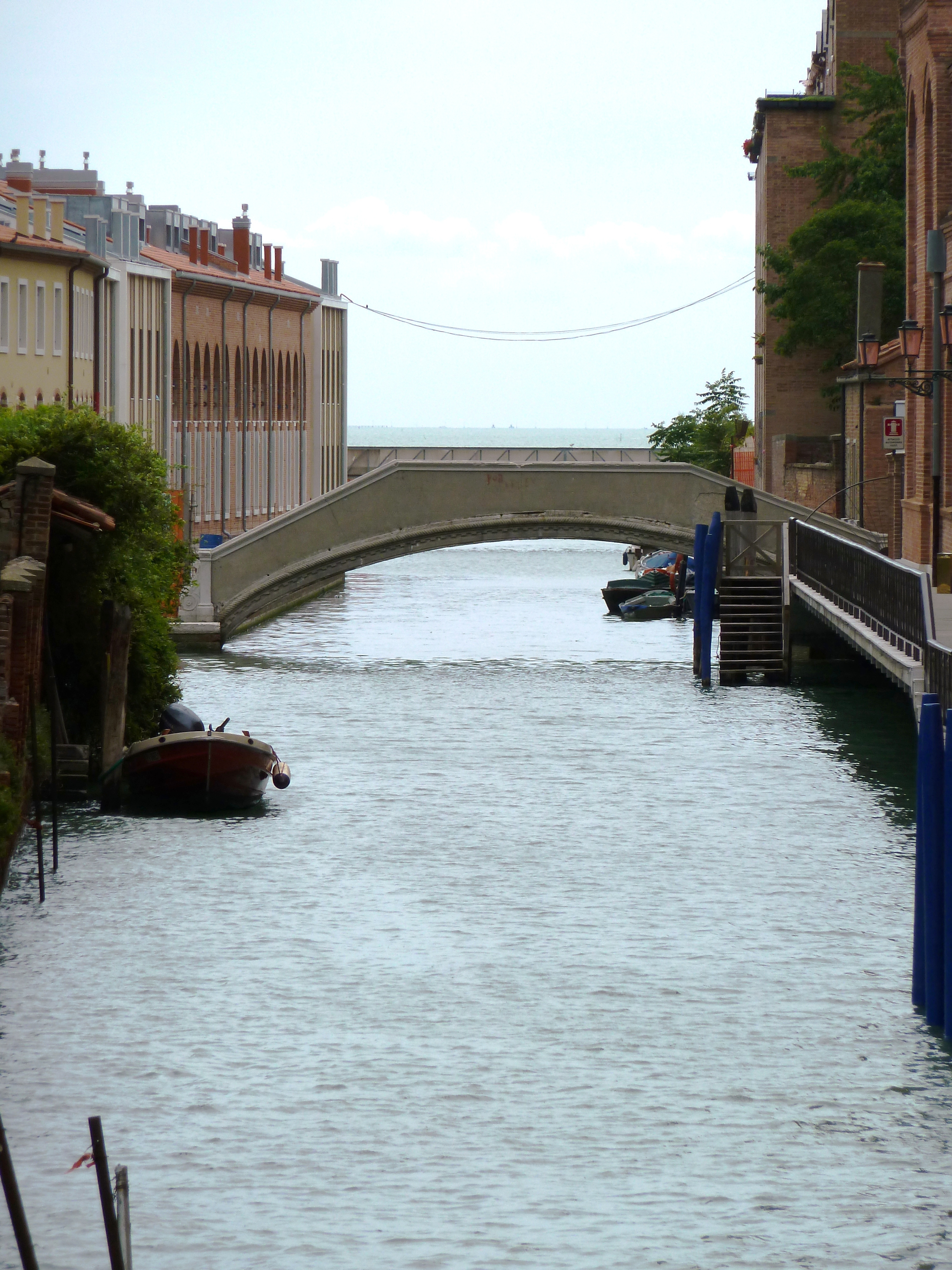
Ponte Priuli

Le rio di San Biagio (canal de Saint-Blaise) est un canal de Venise dans l'île de Giudecca dans le sestiere de Dorsoduro.

## Description
Le rio di San Biagio a une longueur d'environ 360 mètres. Il traverse la Giudecca de nord en sud et se raccorde au Canal de la Giudecca.

## Origine
La béatifiée Giuliana des Comptes de Collalto, bénédictine du cloître de Salvarola près d'Este, fonda ici en 1222 une église dédiée aux saints Blaise (Biagio) et Cataldo, un monastère de Bénédictines remplaçant une ancienne église et un hospice destiné à accueillir les pèlerins vers la Terre Sainte. En 1519, ce monastère fut réformé par le patriarche Antonio Contarini et rénové. L'église fut déconsacrée en 1810 et finalement détruite en 1895 pour faire place au Moulin Stucky.

## Situation
Ce rio longe :
- le rio de le Convertite.
- le Moulin Stucky.

## Ponts
Ce rio est traversé (du sud au nord) par :
- le Ponte Priuli reliant Fondamenta delle Convertite et Calle Priuli  ;
- le Ponte San Biagio reliant le fondamenta éponyme et le Mulino Stucky.